# Alex Candelario
Alex Canderlario, né le 26 février 1975 à Las Vegas, est un coureur cycliste américain.

## Palmarès
- 2002
  - 3e du Manhattan Beach Grand Prix
- 2003
  - 6e étape de la Cascade Classic
  - 2e du Gastown Grand Prix
  - 3e de l'Historic Roswell Criterium
- 2004
  - 4e étape de la Redlands Bicycle Classic
  - 6e étape de la Cascade Classic
- 2005
  - 17e étape de l'International Cycling Classic
  - 4e étape du Tour de Nez
  - 3e de la Nevada City Classic
- 2006
  - 2e étape de la Central Valley Classic
  - 16e et 17e étape de l'International Cycling Classic
  - 3e de la Clarendon Cup
- 2007
  - Tour de Nez :
    - Classement général
    - 1re étape

  - 3e du championnat des États-Unis du critérium
- 2008
  - 2e du championnat des États-Unis du critérium
  - 3e de l'US Air Force Cycling Classic
- 2010
  - 2e du championnat des États-Unis sur route
  - 3e de l'Univest Grand Prix
  - 3e du championnat des États-Unis du critérium
- 2012
  - 2e étape du Tour de Corée
  - 2e du Tour de Corée
  - 3e du Tour de Nez

## Classements mondiaux
| Année            | 2005 | 2006 | 2007 | 2008 | 2009 | 2010 |
| ---------------- | ---- | ---- | ---- | ---- | ---- | ---- |
| UCI America Tour | 197e | 140e | 153e | 32e  |      | 214e |
| UCI Asia Tour    |      |      | 133e |      |      | 93e  |
| UCI Oceania Tour |      | 82e  |      |      |      |      |